# Alfons
Alfons is een jongensnaam van Germaanse oorsprong. Mogelijk is de naam afgeleid van adal ("edele") en funs of funz ("bereidwillig, dienstbaar"). Waarschijnlijk echter is hij afgeleid van het Westgotische Hadufuns, wat wil zeggen "gereed, bereid tot de strijd".
Varianten zijn Fons, Alfonso, Alphons(e), Afonso. Die varianten hebben zich ontwikkeld in de Romaanse taalgebieden.

## Bekende naamdragers
- Alfons I / II / III / IV / V / VI verschillende koningen in Spanje en Portugal
- Alfons VII van Castilië
- Alfons VIII van Castilië
- Alfons IX van León
- Alfons X van Castilië
- Alfons XI van Castilië
- Alfons XII van Spanje
- Alfons XIII van Spanje
- Alfons de Borbón y de Dampierre (Alfons XIV)
- Alfons Ariëns, Nederlandse priester
- Fons Baeten, Nederlandse politicus
- Fons Bastijns, Belgische voetballer
- Alfons Bērziņš, Letse schaatser
- Alphons Boosten, Nederlandse architect
- Fons Borginon, Belgische politicus en jurist
- Fons Brydenbach, Belgische atleet
- Alfons de Cock, Vlaamse schrijver
- Alphonse Daudet, Franse schrijver
- Alphons Diepenbrock, Nederlandse componist
- Alphons Egli, Zwitserse politicus
- Fons Elders, Nederlandse filosoof
- Alphons Gaalman, Nederlandse organist, pianist, componist en dirigent
- Alfons Groenendijk, Nederlandse voetballer
- Alfons Van Hee, Belgische priester,
- Alfons Maria Jakob, Duitse neuroloog
- Fons Jansen, Nederlandse cabaretier
- Fons van Katwijk, Nederlandse wielrenner
- Alphons Levens, Surinaamse dichter en schrijver
- Alfonsus van Liguori (1696-1787), Italiaans heilige, stichter van de redemptoristen
- Fons Luijben, Nederlandse politicus
- Alfons Mucha, Tsjechische kunstenaar
- Fons de Poel, Nederlandse journalist
- Fons Rademakers, Nederlandse filmregisseur
- Fons van der Stee, Nederlandse politicus
- Alfons Verbist, Belgische minister
- Alfons Verbist, Belgische burgemeester
- Fons Verheijen, Nederlandse architect
- Fons Verplaetse, Belgisch gouverneur van de Nationale Bank van België
- Alfons Vranckx, Belgische politicus en jurist
- Fons van Westerloo, Nederlandse journalist en mediazakenman
- Fons de Wolf, Belgische wielrenner